# 피터 캄
피터 캄(Peter Kam Pui-Tat, 중국어: 金培達(김배달))은 홍콩의 영화 음악 작곡가이다. 영화 《명장》의 음악을 담당한 것으로 유명하다. 홍콩전영금상장을 네차례 받은 바 있다.